# Abihud
En la Genealogia de Jesús de l'Evangeli segons sant Mateu, Abihud (en hebreu אביהוא Avihu) fou el fill de Zorobabel i el pare d'Eliaquim.
En canvi, a l'Antic Testament no és esmentat a la llista de fills de Zorobabel, el líder del poble jueu que va retornar a Jerusalem després de la deportació a Babilònia per part de Nabucodonosor II. Així, sembla que Abihud seria un descendent de Zorobabel més que no pas un fill seu.